# 威廉·希辛格
威廉·希辛格（Wilhelm Hisinger，1766年12月23日—1852年6月28日）是一位瑞典物理学家和化学家，是化学元素铈的三个发现者之一。
他于1807年与永斯·贝采利乌斯合作，指出在电解过程中，任何给定的物质总是流向同一电极，并且被同一电极吸引的物质还有其他共同的性质。这表明物体的化学性质和电性质之间至少存在定性的相关性。